# Shin takarajima
Shin takarajima (jap. 新宝島; dosł. „Nowa wyspa skarbów”) – manga typu one-shot napisana przez Sakaia Shichimę i zilustrowana przez Osamu Tezukę, opublikowana 30 stycznia 1947 nakładem wydawnictwa Ikuei Shuppan.
Pomimo tytułu mangi, nie jest ona adaptacją powieści Wyspa skarbów autorstwa Roberta Louisa Stevensona, choć czerpie wiele motywów z tej książki oraz z innych powieści przygodowych, takich jak Tarzan czy Przypadki Robinsona Kruzoe.
W 1984 roku Tezuka stworzył nową wersję mangi w ramach serii Osamu Tezuka Complete Manga Works wydawnictwa Kōdansha. Wersja ta zawiera 250 przerysowanych stron w porównaniu do oryginalnych 190, nieco zmienioną fabułę oraz zupełnie nowe zakończenie ze zwrotem akcji.

## Fabuła
Chłopiec o imieniu Pete znajduje mapę prowadzącą do wyspy skarbów, którą pozostawił jego zmarły ojciec, dlatego też postanawia wyruszyć na poszukiwania wyspy wraz z kapitanem statku i bezpańskim psem. Po drodze grupa zostaje zaatakowana przez bandę piratów dowodzonych przez mężczyznę imieniem Boar, który domaga się oddania mapy, a następnie zostaje uwięziona na morzu po tym, jak burza zniszczyła ich statek. Po dotarciu na wyspę skarbów zostają pojmani przez plemię kanibali, a następnie spotykają postać przypominającą Tarzana – Barona, który zaprzyjaźnił się ze zwierzętami zamieszkującymi wyspę i strzeże ukrytego skarbu. Ostatecznie grupie udaje się wyprzedzić piratów i odnaleźć skarb z pomocą Barona, a następnie uciec z wyspy skarbów po tym, jak załoga kapitana ich odnalazła. Piraci, którzy podążali za mapą, zostali wciągnięci w pułapkę. Pete postanawia wykorzystać odnaleziony skarb do budowy dużego zoo na wyspie skarbów, które mogłyby odwiedzać dzieci z całego świata.
Wersja z 1984 roku nieco różni się fabularnie od oryginału. W wersji tej okazuje się, że cała historia była jedynie snem stworzonym przez bezpańskiego psa, który w rzeczywistości jest wróżką, aby spełnić fantazję Pete’a podczas jego podróży na wyspę, gdyż skarby na wyspie w czasie faktycznej podróży Pete’a już nie istnieją.

## Odbiór i dziedzictwo
Manga Shin takarajima sprzedała się w ponad 400 000 egzemplarzy. Zainspirowała wielu czytelników do zostania mangakami, w tym duet Fujiko Fujio, Shōtarō Ishinomoriego, Tetsuyę Chibę, Mikiyę Mochizukiego, Mitsutoshiego Furuyę, Kazuo Umezu, Noboru Kawasakiego, Keijiego Nakazawę oraz Yoshiharu Tsuge. Yoshihiro Tatsumi, Takao Saitō, Shoichi Sakurai i Masaaki Sato, którzy byli pionierami nurtu gekiga, również wypowiadali się na temat tej mangi. Zanim Sakyō Komatsu został uznanym pisarzem science fiction, pierwotnie był mangaką zainspirowanym przez Shin takarajima.
„Nigdy nie zapomnę, jak po raz pierwszy zobaczyłem książkę Shin takarajima, gdy byłem w drugiej klasie gimnazjum w 1947 roku... Patrząc na to z perspektywy czasu, widzę, że mój los został przesądzony w chwili, gdy sięgnąłem po tę książkę” – napisał Motoo Abiko w swojej autobiograficznej mandze Manga michi z lat 1970–1972. W 2025 roku Naoki Urasawa wyraził opinię, że w historii mangi miały miejsce dwa wielkie przełomy: pierwszy to publikacja Shin takarajima w 1947 roku, a drugi to Dōmu autorstwa Katsuhiro Ōtomo z 1980 roku.